# Alipur
Alipur (bengalisch আলিপুর Ālipur; auch anglisiert Alipore) ist eine Vorstadt von Kalkutta und gleichzeitig die Hauptstadt des Distrikts Dakshin 24 Pargana im indischen Bundesstaat Westbengalen.

## Lage
Alipur liegt ca. 10 km (Fahrtstrecke) südwestlich des Zentrums von Kalkutta auf dem Ostufer des Flusses Hugli in einer durchschnittlichen Höhe von ca. 14 m ü. d. M.

## Bevölkerung
Als Vorstadt von Kalkutta werden für Alipur keine separaten Einwohnerzahlen veröffentlicht. Die mehrheitlich Bengalisch und Hindi sprechende Bevölkerung besteht hauptsächlich aus Hindus und Moslems.

## Wirtschaft
Alipur ist wirtschaftlich und finanziell ganz von Kalkutta abhängig. Es gibt Hotels, Restaurants, Banken etc., jedoch keine Industrie.

## Geschichte
Alipur wurde etwa gleichzeitig mit Kalkutta von den Briten gegründet. Warren Hastings, der damalige Gouverneur von Fort William ließ hier Ende des 18. Jahrhunderts seinen Amtssitz (Belvedere Estate) errichten. Im 19. Jahrhundert entstanden ein botanischer (1820) und ein zoologischer (1875) Garten. Der Vorort entwickelte sich allmählich zur exklusivsten und teuersten Wohngegend von Kalkutta; außerdem richteten mehrere Staaten, darunter auch Deutschland, nach der Verlegung der Hauptstadt Indiens von Kalkutta nach Neu-Delhi (1910) hier ihre Konsulate ein.

## Sehenswürdigkeiten
Sehenswert sind der Zoologische Garten Alipur und die im Belvedere Estate untergebrachte Nationalbibliothek.